# Fuga a due voci
Fuga a due voci és una pel·lícula de 1943 dirigida per Carlo Ludovico Bragaglia.

## Argument
En una casa de producció cinematogràfica és difícil trobar l'argument per la nova pel·lícula. Un famós baríton explica l'aventura que havia viscut el dia anterior, quan, després de perdre el tren, es va trobar passejant pel camp amb una noia que havia deixat el seu xicot gelós al tren. Els dos, perduts a la nit i sense documents, van acabar després a la presó. L'aventura pot ser el punt de partida de l'argument de la pel·lícula, però quin podria ser el final? I qui en particular es casarà amb la noia? En la unió de ficció i realitat que ve a determinar el famós cantant decideix donar pas al seu rival, però a la projecció del primer la noia deixa el seu xicot a l'estacada per córrer cap a ell.

## Banda sonora
La banda sonora de la pel·lícula eren les cançons de Cesare Andrea Bixio, amb lletres de Nicola Salerno, Soli, soli nella notte, i La strada nel bosco, gràcies al qual Gino Bechi també es va fer famós en el camp no operístic.

## Crítica
Les crítiques van ser força positives:
| «              | Un truc enginyós va treure d'aquesta pel·lícula aquell aire lliure i convencional ineludible que tenen gairebé totes les pel·lícules basades al voltant d'un cantant […] està representat amb una vena fluïda i picant i interpretat amb l'animació adequada per part de tots els intèrprets. El baríton Bechi a més de tenir una veu esplèndida té una cara i una interpretació molt amable. Fresca i enginyosa Irasema Dilian. Aroldo Tieri en gran forma és molt divertit en el paper d'un enamorat molt nerviós i gelós. | » |
| — Ercole Patti | |   |